# Quantização de Landau
A quantização de Landau na mecânica quântica é a quantização das órbitas cíclotron de partículas carregadas em campos magnéticos. Como resultado, as partículas carregadas somente podem ocupar órbitas com valores de energia discretos, denominados níveis de Landau. Os níveis de Landau são degenerados, com o número de elétrons por nível diretamente proporcional à intensidade do campo magnético aplicado. A quantização de Landau é diretamente responsável por oscilações nas propriedades eletrônicas de materiais em função do campo magnético aplicado. Esta quantização leva o nome do o físico soviético Lev Landau.

## Dedução
Considere um sistema em duas dimensões de partículas não-interagentes com carga q e spin S confinadas em uma área A = LxLy no plano xy.
Aplica-se um campo magnético uniforme {\displaystyle \mathbf {B} ={\begin{pmatrix}0\\0\\B\end{pmatrix}}} ao longo do eixo z. Em unidades CGS, o hamiltoniano do sistema é
{\displaystyle {\hat {H}}={\frac {1}{2m}}({\hat {\mathbf {p} }}-q{\hat {\mathbf {A} }}/c)^{2}.}
Aqui p̂ é o operador momento canônico e Â é o potencial vetor eletromagnético, o qual é relacionado ao campo magnético por
{\displaystyle \mathbf {B} =\mathbf {\nabla } \times {\hat {\mathbf {A} }}.\,}
Existe uma liberdade na escolha do calibre para o potencial vetor para um dado campo magnético. O hamiltoniano é invariante sob o calibre, o que significa que a adição do gradiente de um campo escalar ao A altera a fase global da função de onda por um valor correspondente ao campo escalar. Porém as propriedades físicas não são influenciadas pela escolha específica do calibre. Para simplificar os cálculos, vamos adotar o calibre de Landau, o qual diz que
{\displaystyle {\hat {\mathbf {A} }}={\begin{pmatrix}0\\Bx\\0\end{pmatrix}}.}
onde B=|B| e x̂ é a componente x do operador posição.
Neste calibre, o hamiltoniano passa a ser escrito como
{\displaystyle {\hat {H}}={\frac {{\hat {p}}_{x}^{2}}{2m}}+{\frac {1}{2m}}\left({\hat {p}}_{y}-{\frac {qB{\hat {x}}}{c}}\right)^{2}.}
O operador {\displaystyle {\hat {p}}_{y}} comuta com este hamiltoniano, desde que o operador ŷ desaparece após a escolha do calibre. Então o operador {\displaystyle {\hat {p}}_{y}} pode ser substituído pelo seu autovalor hky .
O hamiltoniano também pode ser escrito em uma maneira mais simples após notar que a frequência de cíclotron é ωc = qB/mc, assim
{\displaystyle {\hat {H}}={\frac {{\hat {p}}_{x}^{2}}{2m}}+{\frac {1}{2}}m\omega _{c}^{2}\left({\hat {x}}-{\frac {\hbar k_{y}}{m\omega _{c}}}\right)^{2}.}
Este é exatamente o hamiltoniano do oscilador harmônico quântico, exceto com o mínimo do potencial deslocado na coordenada espacial por
x0 = hky/m?c .
Para encontrar as energias, note que ao transladar o potencial do oscilador harmônico as energias não são alteradas. As energias do sistema são idênticas aquelas padrão do oscilador harmônico quântico,
{\displaystyle E_{n}=\hbar \omega _{c}\left(n+{\frac {1}{2}}\right),\quad n\geq 0~.}
A energia não depende do número quântico ky, então haverá degenerescência.
Para as funções de ondas, recordamos que {\displaystyle {\hat {p}}_{y}} comuta com o hamiltoniano.  Então a função de onda é dada pelo produto entre os autoestados do momento na direção y  e os autoestados do oscilador harmônico {\displaystyle |\phi _{n}\rangle } deslocados por um fator x0 na direção x:
{\displaystyle \Psi (x,y)=e^{ik_{y}y}\phi _{n}(x-x_{0})~.}
Em suma, o estado do elétron é caracterizado por dois números quânticos, n  e ky .

## Níveis de Landau
Cada conjunto de funções de onda com o mesmo valor de n  é chamado de nível de Landau. Efeitos dos níveis de Landau são observados somente quando a energia térmica média é menor do que a separação entre os níveis de Landau, kT ≪ ħωc, o que significa que o sistema tem que estar definido a baixas temperaturas e campos magnéticos intensos.
Cada nível de Landau é degenerado devido ao segundo número quântico ky, o qual pode assumir valores
{\displaystyle k_{y}={\frac {2\pi N}{L_{y}}}},
onde N é um inteiro. Os valores permitidos para N são restritos pela condição de que o centro da força do oscilador, x0, deve fisicamente ser definida dentro do sistema x0 < Lx. Isto leva ao seguinte alcance para N,
{\displaystyle 0\leq N<{\frac {m\omega _{c}L_{x}L_{y}}{2\pi \hbar }}.}
Para partículas com carga q = Ze, o limite superior de N  pode ser escrito de maneira mais simples como razão dos fluxos magnéticos,
{\displaystyle {\frac {ZBL_{x}L_{y}}{(hc/e)}}=Z{\frac {\Phi }{\Phi _{0}}},}
onde  F0 = h/2e  o fluxo magnético quântico fundamental e F = BA é o fluxo através do sistema (com área A = LxLy).
Então, para partículas com spin S, o número máximo D  de partículas por nível de Landau é
{\displaystyle D=Z(2S+1){\frac {\Phi }{\Phi _{0}}}~.}
Os resultados acima informam apenas uma ideia aproximada dos efeitos de um sistema que é definido dentro de um espaço finito. Falando estritamente, a utilização da solução padrão do oscilador harmônico é apenas válida para sistemas sem limitações na direção -x. Se o tamanho Lx  é finito, as condições de fronteiras nesta direção dão origem as condições de quantização não-padrão sobre o campo magnético, envolvendo (a princípio) ambas as soluções da equação de Hermite. O enchimento destes níveis com muitos elétrons ainda é  uma área de pesquisa muito ativa.
Em geral, os níveis de Landau são observados em sistemas eletrônicos, onde Z=1 and S=1/2.  Enquanto o campo magnético aumenta, mais e mais elétrons preenchem cada nível de Landau. A ocupação do nível de Landau mais energético varia de completamente preenchido a completamente vazio, resultando em oscilações da suscetibilidade magnética em função da intensidade do campo magnético (ver efeito de Haas–van Alphen e Shubnikov–de Haas effect).
Se o efeito Zeeman é considerado, cada nível de Landau é dividido em um par, um para o spin up do elétron e outro para spin down do elétron. Então a ocupação de cada spin no nível de Landau é apenas a razão entre os fluxos D =   F/F0. O efeito Zeeman tem efeito significativo nos níveis de Landau já que suas escalas de energia são as mesmas,  2μBB = ħω . Entretanto, a energia de Fermi e a energia do estado fundamental se mantém mais ou menos da mesma forma do que em um sistema com muitos níveis cheios, uma vez que os pares divididos dos níveis de energia cancelam um ao outro quando somados.

## Discussão
Esta derivação trata x e y como sendo ligeiramente assimétricos. Entretanto, pela simetria do sistema, não existe nenhuma quantidade física que distingue essas coordenadas. O mesmo resultado poderia ser obtido com a apropriada mudança entre x  e y.
Além disso, a derivação acima assume que um elétron está confinado na direção-z o que é irrelevante em uma situação experimental - por exemplo na descrição de gases de elétrons em um espaço bidimensional. Ainda assim, esta hipótese não é essencial para os resultados. Se os elétrons são livres para se moverem ao longo da direção-z, a função de onda adquire um termo multiplicativo exp(ikzz); a energia que corresponde a este movimento livre, (h kz)2/(2m), é adicionado ao E discutido anteriormente. Este termo então preenche a separação de energia dos diferentes níveis de Landau, obscurecendo o efeito da quantização. No entanto, o movimento no plano-xy, perpendicular ao campo magnético, ainda é quantizada.

## Níveis de Landau no calibre simétrico
O calibre simétrico se refere a seguinte escolha :{\displaystyle {\hat {\mathbf {A} }}={\frac {1}{2}}{\begin{pmatrix}-By\\Bx\\0\end{pmatrix}}}
Em termos das dimensões de comprimento e energia, o hamiltoniano pode ser escrita como
{\displaystyle {\hat {H}}={\frac {1}{2}}\left[\left(-i{\frac {\partial }{\partial x}}-{\frac {y}{2}}\right)^{2}+\left(-i{\frac {\partial }{\partial y}}+{\frac {x}{2}}\right)^{2}\right]}
As unidades corretas podem ser recuperadas introduzindo os fatores {\displaystyle q,c,\hbar ,\mathbf {B} } and {\displaystyle m}
Considere os seguintes operadores
{\displaystyle {\hat {a}}={\frac {1}{\sqrt {2}}}\left[\left({\frac {x}{2}}+{\frac {\partial }{\partial x}}\right)-i\left({\frac {y}{2}}+{\frac {\partial }{\partial y}}\right)\right]}
{\displaystyle {\hat {a}}^{\dagger }={\frac {1}{\sqrt {2}}}\left[\left({\frac {x}{2}}-{\frac {\partial }{\partial x}}\right)+i\left({\frac {y}{2}}-{\frac {\partial }{\partial y}}\right)\right]}
{\displaystyle {\hat {b}}={\frac {1}{\sqrt {2}}}\left[\left({\frac {x}{2}}+{\frac {\partial }{\partial x}}\right)+i\left({\frac {y}{2}}+{\frac {\partial }{\partial y}}\right)\right]}
{\displaystyle {\hat {b}}^{\dagger }={\frac {1}{\sqrt {2}}}\left[\left({\frac {x}{2}}-{\frac {\partial }{\partial x}}\right)-i\left({\frac {y}{2}}-{\frac {\partial }{\partial y}}\right)\right]}
Estes operadores obedecem as seguintes relações de comutação
{\displaystyle [{\hat {a}},{\hat {a}}^{\dagger }]=[{\hat {b}},{\hat {b}}^{\dagger }]=1}.
Em termos dos operadores descritos acima, o hamiltoniano passa a ser escrito como
{\displaystyle {\hat {H}}={\hat {a}}^{\dagger }{\hat {a}}+{\frac {1}{2}}}
O índice do nível de Landau {\displaystyle n} é o autovalor do operador {\displaystyle {\hat {a}}^{\dagger }{\hat {a}}}
A componente z do momento angular é
{\displaystyle {\hat {L}}_{z}=-i\hbar {\frac {\partial }{\partial \theta }}=-\hbar ({\hat {b}}^{\dagger }{\hat {b}}-{\hat {a}}^{\dagger }{\hat {a}})}
Explorando a propriedade {\displaystyle [{\hat {H}},{\hat {L}}_{z}]=0} escolhemos as autofunções que diagonalizam {\displaystyle {\hat {H}}} e {\displaystyle {\hat {L}}_{z}}. Os autovalores de {\displaystyle {\hat {L}}_{z}} são denotados por {\displaystyle -m\hbar }, onde é claro que {\displaystyle m\geq -n} no {\displaystyle n}-nível de Landau. Entretanto, pode ser arbitrariamente grande, tornando necessário para obter uma degenerescência infinita (ou uma degenerescência finita por unidade de área) exibida pelo sistema. A aplicação de {\displaystyle {\hat {b}}^{\dagger }} aumenta o valor de {\displaystyle m} por uma unidade enquanto preserva o valor de {\displaystyle n}, enquanto que a aplicação de simultânea de {\displaystyle {\hat {a}}^{\dagger }}  aumenta o valor de {\displaystyle n} e diminui o valor de {\displaystyle m} por uma unidade. A analogia ao oscilador harmônico quântico fornece as seguintes soluções
{\displaystyle {\hat {H}}|n,m\rangle =E_{n}|n,m\rangle }
{\displaystyle E_{n}=\left(n+{\frac {1}{2}}\right)}
{\displaystyle |n,m\rangle ={\frac {({\hat {b}}^{\dagger })^{m+n}}{\sqrt {(m+n)!}}}{\frac {({\hat {a}}^{\dagger })^{n}}{\sqrt {n!}}}|0,0\rangle }
Cada nível de Landau tem uma degenerescência em cada orbital que é rotulado pelo número quântico ky e {\displaystyle m} nos calibres de Landau e simétrico respectivamente. A degenerescência por unidade de área é a mesma em cada nível de Landau. Pode-se verificar que os estados acima correspondem a escolha de funções de onda proporcionais à
{\displaystyle \psi _{n,m}(x,y)=\left({\frac {\partial }{\partial w}}-{\frac {\bar {w}}{4}}\right)^{n}w^{n+m}e^{-|w|^{2}/4}}
onde {\displaystyle w=x+iy}.
Em particular, o menor nível de Landau {\displaystyle n=0} consiste de funções analíticas arbitrárias multiplicadas por uma Gaussiana, {\displaystyle \psi (x,y)=f(w)e^{-|w|^{2}/4}}.

## Efeitos da transformação de calibre
{\displaystyle {\vec {A}}\to {\vec {A}}'={\vec {A}}+{\vec {\nabla }}\lambda ({\vec {x}})}
A definição cinemática do momento é
{\displaystyle {\hat {\pi }}={\hat {\mathbf {p} }}-q{\hat {\mathbf {A} }}/c}
onde {\displaystyle {\hat {\mathbf {p} }}} é o momento canônico. O hamiltoniano é invariante sob o calibre então {\displaystyle \langle {\hat {\pi }}\rangle } e {\displaystyle \langle {\hat {x}}\rangle } se mantém invariantes sob a transformação de calibre, mas {\displaystyle \langle {\hat {\mathbf {p} }}\rangle } dependerá do calibre. Para observar o efeito da transformação de calibre no estado quântico da partícula, considere o estado com A e A' como um potencial vetor, com estados {\displaystyle |\alpha \rangle } e {\displaystyle |\alpha '\rangle }.
Como {\displaystyle \langle {\hat {x}}\rangle } e {\displaystyle \langle {\hat {\pi }}\rangle } são invariantes sob a transformação de calibre temos que
{\displaystyle \langle \alpha |{\hat {x}}|\alpha \rangle =\langle \alpha '|{\hat {x}}|\alpha '\rangle }
{\displaystyle \langle \alpha |{\hat {\pi }}|\alpha \rangle =\langle \alpha '|{\hat {\pi '}}|\alpha '\rangle }
{\displaystyle \langle \alpha |\alpha \rangle =\langle \alpha '|\alpha '\rangle }
Considere um operador {\displaystyle {\mathcal {G}}} tal que {\displaystyle |\alpha '\rangle ={\mathcal {G}}|\alpha \rangle }
a partir das relações acima deduzimos que
{\displaystyle {\mathcal {G}}^{\dagger }{\hat {x}}{\mathcal {G}}={\hat {x}}}
{\displaystyle {\mathcal {G}}^{\dagger }\left({\hat {p}}-{\frac {e{\hat {A}}}{c}}-{\frac {e{\vec {\nabla }}\lambda (x)}{c}}\right){\mathcal {G}}={\hat {p}}-{\frac {e{\hat {A}}}{c}}}
{\displaystyle {\mathcal {G}}^{\dagger }{\mathcal {G}}=1}
a partir disso concluímos que
{\displaystyle {\mathcal {G}}=\exp \left({\frac {ie\lambda ({\vec {x}})}{\hbar c}}\right)}